# Battle Star Wars – Die Sternenkrieger
Battle Star Wars – Die Sternenkrieger (Originaltitel: Battle Star Wars) ist ein US-amerikanischer Science-Fiction-Film aus dem Jahr 2020. Regie führte James Thomas, der auch für den Filmschnitt zuständig war, produziert wurde der Film von The Asylum.

## Handlung
Rebellen-Commander Corbryn Raystar steuert den fast unmöglich zu lokalisierenden Planeten Haven an. Dort will er eine sichere Zuflucht vor der Koalition schaffen, die die Galaxie diktatorisch regiert. Allerdings wird er von der Piratin Ajax verraten, sodass das Raumschiff von Corbryn zerstört wird und er gerade so mit dem Leben davon kommt. Später gerät er in Gefangenschaft. Lord Malaster ist der Fürst der Galaxie und Anführer der Koalition. Um seine Macht weiter auszubauen, ist er auf Rohstoffe von verschiedenen Planeten angewiesen. Deswegen will er den Planeten Haven unterjochen, allerdings stellen sich ihm Rebellen entgegen.
Dazu gehört seine Tochter Astera Malaster, die Corbryn befreit und dank der Hilfe ihres Androiden Helfer entkommen können. Asteras Mutter hatte eine Bindung zum Planeten Haven und daher fühlt sich ihre Tochter dem Schutz des Planeten verpflichtet. Um gegen die Koalition bestehen zu können, befreien sie den Paladin Denz, in einem Tiefschlaf liegt und der letzte seines Ordens ist.
Schnell wird eine kampfstarke Rebellenarmee geformt, die sich der deutlich überlegenen Kampfflotte der Koalition entgegenstellt. Auch Astera muss sich letztendlich entscheiden, wem ihre Loyalität gilt. Als sie erfährt, dass ihr Vater Schuld an dem Tod ihrer Mutter ist, entscheidet sie sich gegen ihren Vater. Während des anschließenden Gefechts gelingt es Helfer, das Mutterschiff der Koalition zu zerstören und damit Asteras Vater zu töten, indem sie es mit ihrem Schiff rammt.

## Hintergrund
Gedreht wurde der Film im US-Bundesstaat Kalifornien im Laurel Canyon. Der Film wurde direkt für den Filmverleih gedreht und erschien am 20. März 2020 in Deutschland als DVD und Blu-ray. Außerdem wurde der Film wiederholt im deutschen Fernsehen gezeigt.
Der Film ist ein typischer Mockbuster von The Asylum und lehnt sich an die bekannte Star-Wars-Filmreihe an.

## Kritik
„[...] Ein Science-Fiction-Trashfilm mit durchwachsenen Spezialeffekten als nur minimal abgeändertes „Krieg der Sterne“-Plagiat, dem jegliche inhaltliche Originalität und gestalterische Innovation abgehen. Weitgehend aus öden Dialogen und lahmen Kampfsequenzen bestehend, funktioniert der Film auch nicht als Parodie, da er komplett ironiefrei vorgeht.“

Langatmige Dialoge zwischen den Charakteren sorgen für wenig Spannung, da nicht wirklich Tempo in die Geschichte kommt. Um die Handlung voranzutreiben, wurde daher der Android Helfer mit mächtigen Fähigkeiten wie der Teleportation, der Erschaffung von Illusionen und der Manipulation elektronischer Geräte ausgestattet. Der eigentliche Held, der Paladin Denz, dessen Aufgabe es ist den Planeten zu schützen, ist die meiste Zeit keuchend, kniend, liegend oder im Hyperschlaf gefangen zu sehen. Selbst der Heldentod bleibt ihm verwehrt, als letztendlich Helfer an seiner Stelle das Raumschiff im Kamikaze-Stil ins Mutterschiff der Koalition fliegt.